# Suleiman Alexandrowitsch Judakow

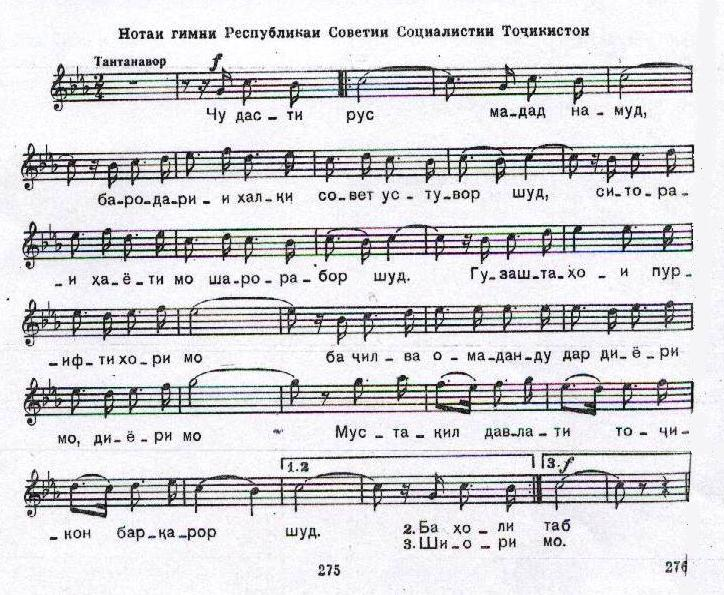
Notenblatt der Nationalhymne der Tadschikischen SSR, die Melodie stammte von Judakow

Suleiman Alexandrowitsch Judakow (russisch Сулейман (Соломон) Александрович Юдаков, Transkription Suleiman (Solomon) Alexandrowitsch Judakow, wiss. Transliteration Sulejman (Solomon) Aleksandrovič Judakov; * 1. Apriljul. / 14. April 1916greg. in Qoʻqon, auch Kokand, Generalgouvernement Turkestan; † 5. November 1990 in Taschkent, Usbekische Sozialistische Sowjetrepublik) war ein sowjetisch-usbekischer Komponist.

## Karriere
Judakow wurde als Sohn bucharischer Juden in Qoʻqon im damaligen Generalgouvernement Turkestan geboren. Ein Jahr nach Judakows Geburt wurde das Generalgouvernement im Zuge der Oktoberrevolution 1917 aufgelöst und 1918 durch die Autonome Sozialistische Sowjetrepublik Turkestan ersetzt, sodass Judakow nahezu sein gesamtes Leben über in der Sowjetunion lebte. Judakow wuchs als Waisenkind auf und ging 1932 schließlich ans Moskauer Konservatorium, wo er zunächst an der Arbeiterfakultät Flöte bei Nikolai Platonow studierte. Danach studierte er Komposition, ab 1935 bei Michail Gnessin und von 1938 bis 1941 am Konservatorium bei Reinhold Moritzewitsch Glière. Nach Kriegsbeginn ging er nach Taschkent, das damals Hauptstadt der Usbekischen SSR war. Von 1943 bis 1946 arbeitete er als Künstlerischer Leiter an der Tadschikischen Staatsphilharmonie in Duschanbe, kehrte daraufhin aber nach Taschkent zurück.
Judakow nahm auch Ämter im Parteiapparat der Usbekischen SSR wahr und wurde unter anderem Leitender Sekretär der Union der Komponisten der Usbekischen SSR. Für sein künstlerisches Werk wurde er in der Sowjetunion mit mehreren Auszeichnungen bedacht, bereits im Jahr 1951 wurde er mit dem Stalinpreis geehrt. 1990 starb er in Taschkent, wo er weite Teile seines Lebens verbracht hatte.
Ende 2008 wurde in Taschkent ein Museum zum Gedenken an Judakow eröffnet.

## Werk
Judakow verfasste zahlreiche Werke verschiedener Art, darunter Opern, Ballette, Oratorien, Musikdramen, Kantaten, Suiten und weitere Orchesterwerke, Kammermusik und Lieder. Außerdem war Judakow im Bereich der Filmmusik tätig und schrieb für verschiedene sowjetische Produktionen die Musik. Sein Stil verband volkstümliche und traditionelle usbekische Elemente mit Einflüssen der akademischen Moskauer Komponistenschule. Als sein Hauptwerk gilt die erste komische Oper Usbekistans, Maisaras Streiche (Проделки Майсары, nach Worten von Hamza Hakimzoda Niyoziy), die 1959 in Taschkent ihre Premiere erlebte und auch in Russland, Polen und Frankreich aufgeführt wurde. Zu den bekanntesten Werken Judakows zählt die Choresmische Festprozession, die unter anderem 2018 vom HR-Sinfonieorchester unter der Leitung von Aziz Shokhakimov gespielt wurde. Außerdem verfasste er 1944 die Melodie zur Hymne der Tadschikischen SSR, die mit geändertem Text auch der heutigen Hymne der unabhängigen Republik Tadschikistan, Surudi Milli, zu Grunde liegt.